# All-Ireland Senior Hurling Championship 1930
L'All-Ireland Senior Football Championship 1930 fu l'edizione numero 44 del principale torneo di hurling irlandese. Tipperary batté in finale Dublino, ottenendo l'undicesimo titolo della sua storia.

## Formato
Si tennero solo i campionati provinciali di Leinster e Munster, i cui vincitori avrebbero avuto accesso diretto all'All-Ireland, dove avrebbe avuto accesso anche Galway, ammessa di diritto.

## Torneo
Leinster Senior Hurling Championship
| Finale | Dublin | 4-7 – 2-2 | Laois |  |

Munster Senior Hurling Championship
| Limerick Semifinale | Clare | 6-6 – 5-6 | Cork | Gaelic Grounds |

| Dungarvan Semifinale | Waterford | 0-1 – 2-5 | Tipperary | Fraher Field |

| Finale | Tipperary | 6-4 – 2-8 | Clare | Cork Athletic Grounds |

All-Ireland Senior Hurling Championship
| Birr 17 agosto 1930 Semifinale | Dublin | 6-8 – 2-4 | Galway | St. Brendan's Park |

| Dublino 7 settembre 1930 Finale | Tipperary          | 5-6 – 3-6 | Dublin | Croke Park (21 730 spett.)\| Arbitro: \| S. Jordan (Galway) \| |
| Arbitro:                        | S. Jordan (Galway) |           |        |                                                                |